# Irene Cordón i Solà-Sagalés
Irene Cordón i Solà-Sagalés (Barcelona, 1972) és una egiptòloga i historiadora catalana doctora en Arqueologia i Història Antiga per la Universitat Autònoma de Barcelona. Va fer una estada d'un any a l'American University in Cairo (AUC) i es va especialitzar en estudis de gènere amb la recerca Les dones de la reialesa egípcia de les dinasties 0 a III (c. 3100-2600 aC).
Llicenciada també en Dret per la Universitat de Barcelona, va combinar la professió d'advocada amb l'egiptologia, i es va interessar especialment en el dret a l'Antic Egipte i en la figura de la dona, fins que es va dedicar plenament a l'estudi i la divulgació de les civilitzacions antigues.
És màster en Estudis Orientals-Egiptologia de l'Institut d'Estudis del Pròxim Orient Antic, de la Universitat Autònoma de Barcelona.
Membre de la Societat Catalana d'Egiptologia, ha participat en congressos nacionals i internacionals d'egiptologia i és divulgadora científica sobre les primeres civilitzacions. Ha estat col·laboradora del SEAMS (Spanish-Egyptian Archaeological Mission in Saqqara) en les excavacions del jaciment de Kom el-Khamasín, a Saqqara del Sud, amb la Universitat Autònoma de Barcelona.
Col·laboradora de Catalunya Ràdio als programes Els viatgers de la Gran Anaconda, En Guàrdia!, Memento i El matí de Catalunya Ràdio, i de SER Catalunya, al programa El balcó, també escriu en revistes especialitzades (Historia National Geographic, Sàpiens) i és docent en els nombrosos cursos en línia que programa trimestralment i en cursos presencials (Subex, Galeria d'Art, de Barcelona) i, anteriorment, al Museu Egipci de Barcelona.
L'any 2020 va rebre el Premi Manuel Iradier a la Comunicació, promogut per la Sociedad Geográfica La Exploradora i l'Asociación Africanista Manuel Iradier y Bulfy.
És guia cultural d'expedicions científiques a Egipte, el Sudan, Etiòpia i l'Orient Pròxim a Rift Valley Expeditions, agència especialitzada en viatges a l'Àfrica, amb seu a Sabadell.

## Llibres i articles publicats
- Estels del Sudan. Crònica d'una viatgera pels antics regnes del Nil (Tushita Edicions, 2024).
- El Antiguo Egipto. Los primeros grandes imperios de la historia (Shackleton Books, 2021).
- La justicia del faraón en el Antiguo Egipto. Historia National Geographic (juliol de 2024).
- El Nilo, la vida a orillas del río sagrado de Egipto. Historia National Geographic (juny de 2024).
- Ils cherchaient une oasis légendaire, ils ont découvert des trésors de l’âge de pierre. Historia National Geographic (juny de 2023).
- Kerma, las raíces africanas de la antigua Nubia. Historia National Geographic (desembre de 2023).
- Le tombeau de cette reine égyptienne est resté intact pendant plus de 4 000 ans. Historia National Geographic (abril de 2022).
- Boubastis, l'ancienne cité égyptienne où les chats étaient dieux. Historia National Geographic (agost de 2020).
- Lalibela, las míticas iglesias rupestres de Etiopía. Historia National Geographic (juny de 2018).
- Menfis: La primera capital de Egipto, Historia National Geographic (núm. 113).
- La vida dels qui no eren faraons. Sàpiens (abril de 2012).